# Rosalind Atkinson
Rosalind Atkinson (* 11. April 1900 in Wellington, Neuseeland; † 21. Februar 1977 in London) war eine neuseeländische Schauspielerin.

## Wirken
Rosalind Atkinson wirkte ab Mitte der 1930er Jahre bis zu Beginn der 1970er Jahre meist in britischen Spielfilmen, Fernsehfilmen und Fernsehserien mit. Einem breiteren deutschen Publikum wurde sie bekannt durch ihren Auftritt in der englischen Filmkomödie Tom Jones – Zwischen Bett und Galgen (1963, Regie: Tony Richardson). In der deutschen Fernsehserie Liebesgeschichten hatte sie 1967 einen Gastauftritt als Alte Dame. Sie hatte über 60 Theaterauftritte meist auf englischen Bühnen. Belegt sind hier die Jahrgänge 1933 bis 1969.

## Filmografie (Auswahl)
- 1936: Tomorrow We Live
- 1937: Everyman (Fernsehfilm)
- 1948: Tanz in den Abgrund
- 1955: The Merry Wives of Windsor (Fernsehfilm)
- 1958: Television World Theatre (Fernsehserie, 1 Folge)
- 1959: Antigone (Fernsehfilm)
- 1963: Moonstrike (Fernsehserie, 1 Folge)
- 1963: Tom Jones – Zwischen Bett und Galgen
- 1964: ITV Play of the Week (Fernsehserie, 1 Folge)
- 1964: Schlafzimmerstreit (The Pumpkin Eater)
- 1965: Knock on Any Door (Fernsehserie, 1 Folge)
- 1965–1966: Love Story (Fernsehserie, 2 Folgen)
- 1966: Emergency-Ward 10 (Fernsehserie, 1 Folge)
- 1966: Theatre 625 (Fernsehserie, 1 Folge)
- 1967: Liebesgeschichten (Fernsehserie, 1 Folge)
- 1968: The Portrait of a Lady (Fernsehserie, 1 Folge)
- 1969: Spezialauftrag (Fernsehserie, 1 Folge)
- 1970: Day of Rest (Kurzfilm)
- 1972: Kate (Fernsehserie, 1 Folge)

## Weblink
- Rosalind Atkinson bei IMDb